# Морган ап Карадог ап Иестин
Морган ап Карадог (Морган сын Карадога), Морган Повелитель (валл. Morgan ap Caradog;валл. Morgan Arglwydd; ум. около 1208 года) — 2-й лорд Афана, сын Карадога, 1-го лорда Афана, и его жены Гуладис, дочери Грифида Дехейбартского.

## Биография
Морган наследовал своему отцу, после его смерти. Невольный вассал нормандских лордов Гламоргана, он был тесно связан с политикой своего кузена, Лорда Риса, и, вероятно, лидер Гламорганского восстания 1183 года. В первый раз он женился на дочери Ифора Бача. Во втором браке был женат на дочери Иднерта ап Кадугана. У него было четыре сына, третий, Морган Гам, стал его преемником. Дочь, Сибила, по-видимому, вышла замуж за члена семьи Тубервилль из Койти.
Гиральд Камбрийский рассказывает, что именно Морган и Карадог руководили архиепископом Болдуином в 1188 году по зыбучим пескам между устьями Афана и Тау. Из четырех сыновей Моргана, имена которых нам известны, Ллейсион был старшим; В чартерах, в которых фигурируют Морган и Аббатство Маргам, Ллейсион и Оуайн часто упоминаются как содокладчики с отцом. Казалось бы, Оуайн умер раньше Ллейсиона, но даты неопределенны, многие уставы не датированы или ошибочно датированы.
После смерти Моргана, ему наследовал его старший сын Ллейсион, а ему в 1213 году его младший брат Морган Гам.
В Аберафане деревянный замок был сожжен в 1153 году, а Морган, восстановил замок в каменном виде. В 1147 году цистерцианские монахи основали близлежащее аббатство Маргам.